# Atalaya simplicifolia
Atalaya simplicifolia är en kinesträdsväxtart som beskrevs av William Vincent Fitzgerald. Atalaya simplicifolia ingår i släktet Atalaya och familjen kinesträdsväxter. Inga underarter finns listade i Catalogue of Life.